# Jean-Haagen-Weg
Der Jean-Haagen-Weg (FAV 020) ist ein Fernwanderweg von Fürth nach Rothenburg ob der Tauber in Mittelfranken. Er ist 79,8 km lang und verläuft durch das Rangau und die Frankenhöhe. Der Weg ist nach Jean Haagen, Mitbegründer des Fränkischen Albvereins, benannt. Über die Hälfte des Wanderwegs liegt im Naturpark Frankenhöhe.
Markiert wird der Verlauf mit dem Wegzeichen „blauer Balken auf weißem Grund“.
Der Wanderweg beginnt in Fürth und führt in östlicher Richtung durch den Fürther Stadtwald nach Cadolzburg. Von dort folgt er in Teilen der mittelalterlichen Handelsroute zwischen Nürnberg und Rothenburg ob der Tauber. Die alte Hochstraße führt über den Dillenberg (427 m) bis Kirchfarrnbach. Zwischen Hochstraße und Zenn-Grund geht es weiter bis in die Frankenhöhe nach Virnsberg und Oberdachstetten. Vorbei am Büttelberg (530 m) folgt der Weg in Teilen der europäischen Hauptwasserscheide. Auf Höhe des Wildbades bei Burgbernheim und der Altmühl-Quelle wendet sich der Weg in Richtung Süd-West und führt über Nordenberg und Schweinsdorfer Ranken (500 m) zum Zielort Rothenburg ob der Tauber.

## Streckenverlauf
- Fürth (Bahnhof)
- Cadolzburg (Burg Cadolzburg und Bahnhof)
- Kirchfarrnbach
- Hirschneuses (Naturpark Frankenhöhe)
- Virnsberg (Schloss und ehemalige Kommende des Deutschen Ordens)
- Oberdachstetten (Bahnhof)
- Büttelberg
- Wildbad bei Burgbernheim (Altmühl-Quelle und Bahnhof Burgbernheim)
- Nordenberg
- Schweinsdorf (Schweinsdorfer Ranken, Bahnhof)
- Rothenburg ob der Tauber (Bahnhof)